# Csavardi Samu
Csavardi Samu (Samwise Gamgee) J. R. R. Tolkien A Gyűrűk Ura című művének egyik legfontosabb szereplője. Peter Jackson filmadaptációjában Sean Astin alakítja a szereplőt.
Hobbit, Megye-lakó, Cövek Bódi legfiatalabb fia. Apjához hasonlóan kertész volt, amikor Bódi megöregedett, ő gondozta Zsáklak növényeit. Így ismerte meg Zsákos Bilbót, aki elmesélte neki kalandjait, tanítgatta, egyebek között az olvasásra. Samu valószínűleg Bilbó révén ismerte és szerette meg a tündéket.
Gandalf választotta Frodó kísérőjéül. Samu 3018-ban Frodó szolgájaként Völgyzugolyba indult, ahol a Gyűrű-társaság tagja lett. A Mordor felé vezető úton többször is bebizonyította Frodó iránt hűségét. Miután Frodót megbénította a Banyapók, magához vette az Egy Gyűrűt. Nem hatott rá a Gyűrű csábereje. 
A Gyűrűháború után Samu is visszatért a Megyébe, ahol feleségül vette Csűrös Rozit. Tizenhárom gyermeke született: Szép Elanor, Kertész Frodó, Csavardi Rózsa, Csavardi Trufa, Csavardi Pippin, Csavardi Aranyfürt, Csavardi Bódi, Csavardi Kata, Csavardi Tuba, Csavardi Bilbó, Csavardi Rubint, Csavardi Robin, Csavardi Bendegúz. Hétszer választották a Megye ispánjává (polgármesterévé). Felesége halála után ő is átment a tengerentúlra, mivel ő is gyűrűhordozó volt.

## Jelleme
A Gyűrűk Ura elején Samu, mint a legtöbb hobbit, sosem utazott messzire szülőfalujától. Azonban hobbithoz szokatlan módon gyerekkorától rendkívüli érdeklődést mutatott a legendák és a kitalált történetek iránt. Leginkább a tündék érdekelték, és leghőbb vágya az volt, hogy egy napon találkozhasson velük. Olvasni is tudott, ami szintén nem volt gyakori jelenség a hobbitok között. Zsákos Bilbó tanította meg erre. Samu tehetséges költőnek is bizonyult, több alkalommal is elszavalta társainak saját szerzeményeit. Lothlórienben is, mikor a mélybe zuhant Gandalfot gyászolták, Samu verset költött a tűzijátékokról, és azokról, amik Frodónak eszébe jutottak a mágusról.
Tolkien Samut a mű egyik főhősének nevezte egyik levelében: különös hangsúlyt helyezett Samu Rozi iránt érzett "egyszerű szerelmére", egy olyan kapcsolatra, ami a tündék csodáját (Elanorban, Samu lányában megtestesülve) és a hagyományos megyei élet legszebb értékeit egyesítő család alapja. Samu és utódai lesznek a Gyűrűháború történetének őrzői, és fenntartják az átlag-hobbitnak érdektelen események emlékeit is.
A hobbitok útját Mordorba Samu szemszögéből látjuk: így szerzünk tudomást Gollam vitájáról önmagával, így ismerjük meg a csatát Banyapókkal, Frodó megmentését az orkoktól és a Gyűrű elpusztítását a Végzet Hegyén.
Samu egyike a két Gyűrűhordozónak, aki elég erős volt a Gyűrű önkéntes átadásához (a másik Zsákos Bilbó volt), és az egyetlen, aki ellenállt a Gyűrű csábításának.
Frodó és Samu kapcsolata a mű egyik szerves része. A szeretet és bizalom nagyon erőssé válik közöttük: ez leginkább a Cirith Ungolnál lezajló eseményeknél tűnik ki, amikor Samu megígéri, hogy visszatér (látszólag) halott gazdájához, hogy kövesse a halálba.
Tolkien egy személyes levelében írta:
" Az én Csavardi Samum valójában az angol katona tükörképe, azoké a bakáké és tisztiszolgáké, akiket az 1914-es háborúban ismertem, és mindig sokkal különbnek tartottam magamnál." (The Letters of J.R.R. Tolkien (J. R. R. Tolkien levelei), szerkesztette: Humphrey Carpenter).

## Nevei és tisztségei
A Gyűrűk Ura függelékeiben Tolkien azt állítja, Samu nevének "igazi" vagy nyugori alakja Banazîr Galbasi (vagy Galpsi). A Banazîr név elemeinek jelentése "félig bölcs" vagy "egyszerű". A Galbasi a Galabas falu nevéből ered. 
Frodó azzal fejezte ki szeretetét, hogy "a Rettenthetetlen Samunak" hívta őt. A király visszatér függeléke szerint a Negyedkorban, megyei időszámítás szerint 1427-től Samut egymás után hétszer választották hét évre a Megye polgármesterévé.